# Jean-Paul Bertrand-Demanes
Jean-Paul Bertrand-Demanes (Casablanca, Marokkó, 1952. május 13. –) válogatott francia labdarúgó, kapus.

## Pályafutása

### Klubcsapatban
1965-ben a Ludon korosztályos csapatában kezdte a labdarúgást, majd 1967-től a Stade pauillacais-ban folytatta. 1969-ben mutatkozott be az FC Nantes csapatában, ahol egész pályafutását töltötte és 18 idényen át szerepelt A nantes-i csapattal négy bajnoki címet (1972–73, 1976–77, 1979–80, 1982–83) és egy francia kupa győzelmet (1979) ért el. 1987-ben vonult vissza az aktív labdarúgástól.

### A válogatottban
1973 és 1978 között 11 alkalommal szerepelt a francia válogatottban. Részt vett az 1978-as argentínai világbajnokságon, ahol az Argentína elleni találkozón súlyos sérülést szenvedett. Ezt követően soha többet nem szerepelt a válogatottban.

## Sikerei, díjai
FC Nantes
- Francia bajnokság
  - bajnok: 1972–73, 1976–77, 1979–80, 1982–83
  - 2.: 1973–74, 1977–78, 1978–79, 1980–81, 1984–85
- Francia kupa (Coupe de France)
  - győztes: 1979
  - döntős: 1973, 1983
- Kupagyőztesek Európa-kupája (KEK)
  - elődöntős: 1979–80